# Ruffomaera williamsi
Ruffomaera williamsi is een vlokreeftensoort uit de familie van de Maeridae. De wetenschappelijke naam van de soort is voor het eerst geldig gepubliceerd in 1977 door Bynum & Fox.